# Джубанов, Владимир Вячеславович
Влади́мир Вячесла́вович Джуба́нов (род. 3 декабря 1975, Домодедово) — российский футболист, выступавший на позиции нападающего. Тренер.

## Карьера
Владимир Джубанов родился 3 декабря 1975 года в подмосковном городе Домодедово в семье рабочего фабрики и воспитательницы детского сада. Когда Владимиру было 7 лет, родители, увидев заметку газеты «Советский спорт» о наборе, отвели его в школу СДЮШОР футбольного клуба «Спартак» Москва, где он прошёл просмотр, когда из 50-ти человек осталось лишь 20. На дорогу из Домодедово до Сокольников, где располагалась футбольная школа, уходило 2 часа. В школе «Спартака» Джубанов провёл 11 лет, а с 1993 года стал выступать за молодёжный состав «красно-белых».
В 1996 году после массового отъезда из клуба игроков основного состава «Спартака» и прихода на пост главного тренера Георгия Ярцева стал выступать за основу клуба, провёл 25 матчей, забил 3 гола и в первый же год выиграл чемпионат России. Дальнейшей карьере Джубанова помешала травма: в матче кубка Содружества он сломал мизинец на ноге и на некоторое время выбыл из игры. Также Джубанову помешали вдруг «свалившиеся» на него деньги, до этого года игроки дубля получали, в основе своей лишь премиальные за матчи, к тому же молодые футболисты, в числе которых был и Джубанов, почувствовали себя «звёздами», которым можно было не тренироваться. В результате всех этих причин, Джубанов, бывший игроком основного состава, был переведён в «дубль», а затем отдан в аренду в «Локомотив» из Нижнего Новгорода, за который провёл 4 матча в чемпионате России и 5 — в Кубке Интертото (и ещё 3 игры — за «дубль» нижегородских железнодорожников).
Джубанов вернулся в «Спартак» в 1998 году, но вновь играл лишь за вторую команду «красно-белых», после чего на правах аренды перешёл в клуб первого дивизиона махачкалинский «Анжи», где играл регулярно, но забить за команду так и не смог. В 1999 году Джубанов уехал в Латвию, играл за клуб «Динабург», за который провёл 9 игр. В 2000 году перешёл в клуб второго российского дивизиона «КАМАЗ-Чаллы», отличался там высокой результативностью. После двух лет в «КАМАЗе», Джубанов перебрался в подмосковный клуб «Реутов», в котором продолжил демонстрировать снайперские качества. В 2003 году поделил звание лучшего бомбардира (25 мячей) зоны «Запад» второго дивизиона с Сергеем Коровушкиным и был признан лучшим игроком турнира. За «Реутов» Джубанов выступал до 2007 года, а завершил свою карьеру в любительском клубе «Олимп-СКОПА».
В 2008 году Джубанов работал в «Реутове» администратором, после чего клуб в 2009 году прекратил своё существование. В 2011 году перешёл в клуб «Приалит Реутов» в качестве помощника, вместе с главным тренером Томилко Александром и 15 игроками бывшего клуба «Олимп-СКОПА», который прекратил своё существование в марте 2011 года. С сентября 2012 года тренировал юношескую команду 1998 года рождения ФК «Приалит Реутов», затем был приглашён в футбольную академию им. Фёдора Черенкова в качестве детского тренера.
24 декабря 2015 года стал помощником Дмитрия Гунько в молодёжке «Спартака». В январе 2017 года вошёл в тренерский штаб Гунько в «Спартаке-2» (Москва). В конце мая 2018 года вместе с Гунько покинул «Спартак-2». С июня 2018 года — тренер в Академии ФК «Спартак» им. Ф.Ф. Черенкова, с 29 декабря 2018 года — тренер нападающих всех возрастов в Академии ФК «Спартак» им. Ф.Ф. Черенкова. В 2021 году в качестве старшего тренера команды 2006 года рождения выиграл первенство России, проходившее в Крымске с 11 по 20 июня.

## Личная жизнь
В 2008 году у Джубанова умер отец, в 2016 году — жена Ирина (в возрасте 36 лет). Есть дочь Софья, родилась в 2002 году.

## Статистика выступлений
| Сезон | Клуб             | Лига (уровень)      | Чемпионат | Чемпионат | Кубок | Кубок | Дубль | Дубль | Еврокубки | Еврокубки |
| Сезон | Клуб             | Лига (уровень)      | Игры      | Голы      | Игры  | Голы  | Игры  | Голы  | Игры      | Голы      |
| ----- | ---------------- | ------------------- | --------- | --------- | ----- | ----- | ----- | ----- | --------- | --------- |
| 1996  | Спартак (Москва) | Высшая лига (1)     | 25        | 3         | 3     | 1     | 121   | 61    | 4         | 0         |
| 1997  | Спартак (Москва) | Высшая лига (1)     | 0         | 0         | 0     | 0     | 141   | 51    | 0         | 0         |
| 1997  | Локомотив (НН)   | Высшая лига (1)     | 4         | 0         | 1     | 0     | 31    | 01    | 5         | 0         |
| 1998  | Спартак (Москва) | Высшая лига (1)     | 0         | 0         | 0     | 0     | 222   | 102   | 0         | 0         |
| 1998  | Анжи             | Первый дивизион (2) | 17        | 0         | 0     | 0     | 0     | 0     | —         | —         |
| 1999  | Динабург         | Высшая лига (1)     | 9         | 4         | ?     | 1     | 1     | 2     | —         | —         |
| 2000  | КАМАЗ            | Второй дивизион (3) | 29        | 18        | 1     | 0     | 0     | 0     | —         | —         |
| 2001  | КАМАЗ            | Второй дивизион (3) | 29        | 23        | 3     | 4     | 0     | 0     | —         | —         |
| 2002  | Реутов           | КФК (4)             | ?         | 37        | —     | —     | —     | —     | —         | —         |
| 2003  | Реутов           | Второй дивизион (3) | 35        | 25        | 1     | 0     | —     | —     | —         | —         |
| 2004  | Реутов           | Второй дивизион (3) | 25        | 16        | 2     | 1     | —     | —     | —         | —         |
| 2005  | Реутов           | Второй дивизион (3) | 30        | 11        | 1     | 0     | —     | —     | —         | —         |
| 2006  | Реутов           | Второй дивизион (3) | 18        | 10        | 0     | 0     | —     | —     | —         | —         |
| 2007  | Реутов           | Второй дивизион (3) | 28        | 4         | 0     | 0     | —     | —     | —         | —         |
| 2008  | Олимп-СКОПА      | ЛФЛ (4)             | ?         | ?         | —     | —     | —     | —     | —         | —         |

Примечания
1. ↑  Третья лига ПФЛ (4-й уровень)
2. ↑  Второй дивизион

## Достижения
- Чемпион России: 1996